# Barbara Sukowa
Barbara Sukowa (Bremen, 2 de febrer de 1950) és una actriu de teatre i cinema alemanya. És coneguda per la seva feina amb directors com Rainer Werner Fassbinder i Margarethe von Trotta. El 1986 va guanyar el Premi a la Millor Actriu del Festival de cinema de Cannes per la pel·lícula Rosa Luxemburg. Altres aparicions seves al cinema, inclouen Lola (1981), Europa (1990), M. Butterfly (1993), i Hannah Arendt (2012).
Va debutar a Berlín el 1971, amb una producció de Der Ritt über den Bodensee, de Peter Handke. Günter Beelitz la va convidar a unir-se a l'equip del Teatre Nacional de Darmstädter el mateix any. També va treballar a Frankfurt am Main i a Hamburg, en col·laboració amb directors com Luc Bondy. Ha interpretat papers com Marion a La Mort de Danton de Georg Büchner i Helena a El somni d'una nit d'estiu. Altres papers de Shakespeare han estat Rosalind a As You Like It i Desdemona a Othello. Va actuar a The Master Builder d'Ibsen. En anglès, ha treballat en una producció de The Cherry Orchard (Princeton, Nova Jersey, 2000).
A més de la seva feina teatral, Sukowa està associada amb el nou cinema alemany. Va interpretar el paper de Mieze a Berlin Alexanderplatz de Rainer Werner Fassbinder (1980), amb el qual va guanyar el premi a la millor actriu jove alemanya. Amb la seva actuació al paper protagonista de Lola de Fassbinder va guanyar el Premi del Cinema Alemany, mentre que per la seva interpretació a Die bleierne Zeit (Marianne i Juliane, 1981) de Margarethe von Trotta va obtenir el premi a la millor actriu del Festival de cinema de Venècia.
A més de la seva activitat com a actriu de cinema i teatre, Sukowa ha desenvolupat una carrera paral·lela com a narradora i oradora de música clàssica. Ha interpretat el paper de Speaker al Pierrot lunaire d'Arnold Schoenberg, primer amb el Schoenberg Ensemble sota la direcció de Reinbert de Leeuw, i més tard amb conjunts a París, Londres, Berlín, Sant Petersburg, Madrid, Roma, Tòquio, Salzburg, Los Angeles i Nova York. Ha interpretat el paper de Speaker al Gurrelieder de Schoenberg amb la Filharmònica de Berlín amb Claudio Abbado i apareix en els enregistraments. Va narrar Pere i el llop de Prokofiev tant en concert com en disc, així com en una gravació de la música de Mendelssohn per a El somni d'una nit d'estiu.
Sukowa és també la cantant principal de la banda X-Patsys, que va fundar amb els artistes visuals Jon Kessler i Robert Longo.